# Hilara subpennata
Hilara subpennata är en tvåvingeart som beskrevs av Collin 1933. Hilara subpennata ingår i släktet Hilara och familjen dansflugor. Inga underarter finns listade i Catalogue of Life.